# Ordain Women

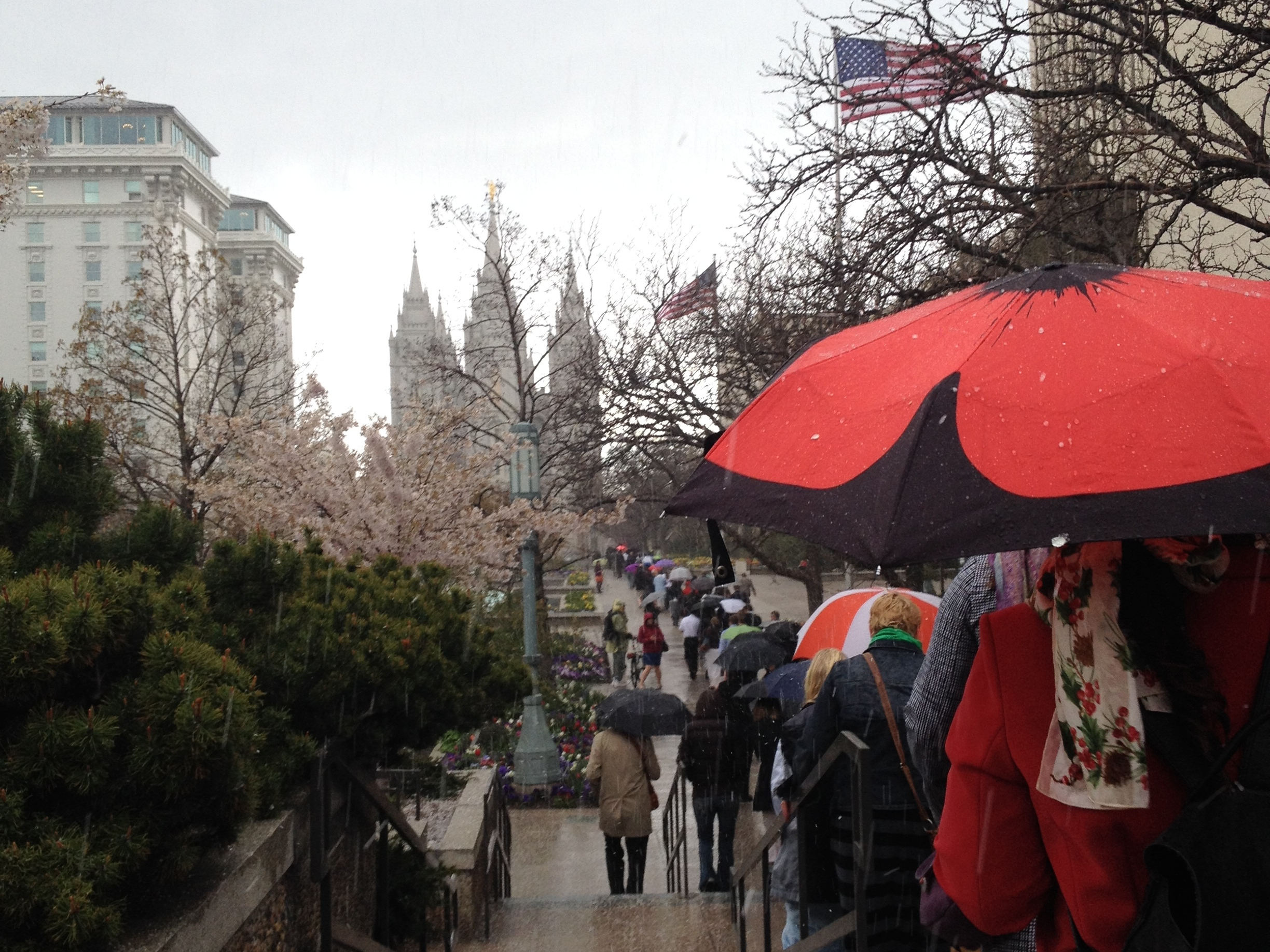
První veřejné setkáním skupiny Ordain Women se uskutečnilo 6. dubna 2013 v Salt Lake City

Ordain Women je celosvětová náboženská organizace prosazující právo žen na svěcení ke kněžství. Soustředí se především na Církev Ježíše Krista Svatých Posledních dnů, která odmítá právo žen ke kněžství. Vedoucí a zakladatelka projektu Ordain Women Kate Kelly byla za svou aktivitu exkomunikována z výše zmíněné církve.

## Vznik
Ordain Women byla založena 17. března 2013 právničkou a mormonkou Kate Kelly, která prezentovala program této organizace jako "boj proti patriarchální nadvládě v náboženských organizacích". V dubnu a říjnu 2013 vedla během konání mormonské Generální konference protest, při němž se několik stovek žen pokusilo dostat na setkání kněžstva, ale nebyly kvůli svému pohlaví vpuštěny do konferenční budovy (vstup byl povolen pouze mužům, ačkoliv muži mají vstup na setkání ženských církevních organizací povolen).

## Motto
"Nežijeme v Navoo (jednom z prvních mormonských měst) v roce 1842. Nemůžeme jít do cihlového domu a promluvit si s Josephem Smithem. Nenacházíme se v roce 1878, kdy Eliza R. Snowová (jedna z manželek Josepha Smithe, která podle jeho slov byla obdařena prorockou mocí) jezdila ve vagónu po Spojených státech a předávala nápady a prosby běžných členů ke sluchu apoštolů. Je totiž rok 2017 a vůdcové církve pracují ve vysokopodlažní administrativní budově. Schází se a radí za dvojitými bezpečnostními dveřmi, které hlídá ochranka. Pohybují se mezi církevními budovami pomocí podzemních tunelů, aby je na ulici nikdo nemohl vyrušit a vysloveně žádají své členy, aby jim neposílali maily ani je jinak nekontaktovali. Podle oficiálních stránek nemají členové ani povoleno jim poslat osobní dopis. V takové době žijeme..."

## Kněžství v raném mormonismu
Zakladatel mormonismu, Joseph Smith, učil své věřící o tom, jak ženy získají požehnání a dary kněžství k tomu, aby mohly léčit a vyhánět zlé duchy. Spolu s tím Joseph Smith vysvěcoval prezidenty a rádkyně ženských církevních sdružení, aby "předsedaly církvi" a učil, že ženám mají být dány úřady kněžství podle potřeby, jako například jáhen, učitel atd. Na setkáních Pomocného sdružení (ženská organizace v církvi - opak kněžského kvóra, které je pro muže) schválil, aby ženy pomocí vkládání rukou na nemocné léčily.
Jeden ze Smithových spolu-vedoucích církve, Sidney Rigdon, tvrdil, že první ženou, která byla vysvěcena ke kněžství v moderní dispensaci, byla Josephova manželka Emma. Existuj záznamy o dalších ženách, které byly přijaty do Kvóra nositelů kněžství.

### Citáty o ženském kněžství
V historických záznamech CJKSPD a Kristovy komunity je mnoho citací o ženském kněžství.
- Citát Josepha Smithe[13]

"Přednesl jsem sestrám lekci o kněžství, ukazujíc jim, jak mohou obdržeti privilegia a požehnání a dary kněžství." Joseph Smith

- Citát Elizy R. Snowové, jedné z polygamních manželek Josepha Smithe a ředitelky Pomocného sdružení[14]

"Joseph Smith navrhl, aby nad sebou sestry měly vybrané předsednictvo, jehož členky by byly vysvěceny a ustanoveny. Pokud by nějaká sestra chtěla sloužit v tomto povolání, měla být vysvěcena a ustanovena jako jáhenka, učitelka, kněžka atd..." Eliza R. Snow

- Citát Sidneyho Rigdona, člena Vysoké rady církve[15]

"Emma Smithová byla první ženou, které bylo dáno kněžství." Sidney Rigdon

- William H. Clayton, osobní písař Josepha Smithe[16]

"3. února 1844 byla Jane Bicknell Youngová obdarována a přijata do Kvóra kněžství" William H. Clayton

### Starověký řád
Joseph Smith učil, že Pomocné sdružení má "fungovat podle starověkého řádu kněžství" a že se Pomocné sdružení stane "královstvím nositelů kněžství jako za dnů Enocha a dnů apoštola Pavla". Spolu s proroctvím předal Pomocnému sdružení kněžské klíče Království, aby mohly spolu se sdružením mužů "odhalovat každou falešnost" ve věcech víry.

## Reakce církve
Vedoucí Církve Ježíše Krista Svatých Posledních dnů odmítli snahy žen ovlivnit pravidla fungování církve a snahu skupiny Ordain Women ovlivnit názory církevních vedoucích.
Vedoucí celého projektu Kate Kelly byla v nepřítomnosti exkomunikována 22. června 2014 na církevním disciplinárním řízení. Oficiálním důvodem bylo, že "veřejně, opakovaně a svévolně jednala a mluvila v protikladu s rozhodnutími vedoucích církve, ačkoliv byla instruována, aby tak nečinila".
Členové církve, kteří veřejně podporují skupinu Ordain Women, ztrácejí nárok na vstup do chrámu, účast na svátosti večeře Páně a jsou navrženi na disciplinární řízení ohledně jejich členství v církvi.

## Postoj Kristovy komunity
Kristova komunita se osamostatnila 30 let po původním založení mormonské církve. Byla založena synem Josepha Smithe a její vedoucí ve 20. století zavedli vysvěcování žen ke kněžství. Zjevení o této skutečnosti se nachází v Nauce a smlouvách pod číslem 156.

## Profily Ordain Women
Organizace Ordain Women na svých webových stránkách nabízí možnost zveřejnit vlastní svědectví o pravdivosti mormonismu a přesvědčení, že ženy mají právo na kněžství. V současné době se na zmíněné stránce nachází několik stovek profilů. Majitelům těchto profilů hrozí disciplinární řízení a exkomunikace z církve.